# السيد طالب الرفاعي
السيد طالب الرفاعي  (1931-): مرجع ديني شيعي عراقي. أحد أبرز رموز الإسلام السياسي في العراق سابقا، وقد ساهم في تأسيس حزب الدعوة الإسلامية عام 1959م، مع ثمانية مؤسسين هم: السيد محمد باقر الصدر، ومهدي الحكيم، ومرتضى العسكري، وآخرين.
درس العلوم الدينية عند كبار علماء الحوزة العلمية في النجف من أمثال السيد الخوئي. واستطاع أن يصل إلى مرتبة الاجتهاد، وبدأ بتدريس العلوم الدينية في حوزة النجف.